# Антикітерський корабель
Антикітерський корабель (грец. Ναυάγιο των Αντικυθήρων) — залишки корабля, що потонув біля грецького острова Антикітера та був знайдений в 1900 році. На місці загибелі корабля вціліли численні мармурові та бронзові статуї, посуд, корабельне оснащення та єдиний відомий «античний аналоговий комп'ютер».

## Відкриття та підйом знахідок

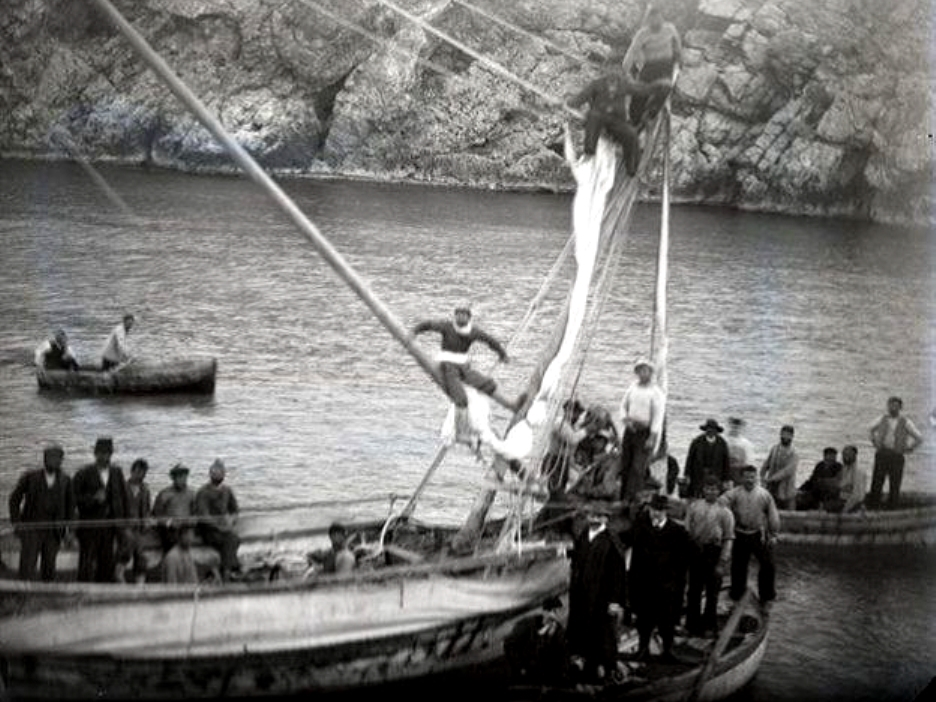
Команда дослідників корабля, 1900—1901 роки

Корабель було знайдено в жовтні 1900, коли команда пірнальників за губками під керівництвом капитана Дімітріоса Кондоса вирішила перечекати на острові Антикітера закінчення бурі, що заважала їм рухатися додому. Щоб згаяти час, вони почали пірнати біля острова, користуючись водолазними скафандрами.
Першим побачив судно, що перебувало на глибині 60 м, Еліас Стадіатос, який повідомив про це на поверхню. Він описав вкритий водоростями корабель, як «купу гниючих трупів» на дні. Побоюючись можливого отруєння Еліаса вуглекислим газом та галюцинацій, керівник експедиції Кондос сам опустився на дно, і досить швидко піднявся з рукою бронзової статуї. До залишення острова, водолази дістали з корабля багато невеликих предметів.
Далі роботи з підйому предметів здійснювалися пірнальниками за губками разом із грецьким міністерством освіти і військово-морськими силами країни. До 1902 року, окрім численних невеликих предметів, було піднято статуї «голови філософа», хлопчика, метальника диску, «Антикітерського ефеба» (виробництва близько 340 року до н. е., зараз у Національному археологічному музеї в Афінах), Геракла, мармурового бика та бронзову ліру. Найвідомішу знахідку було зроблено 17 травня 1902 року, коли археолог Валеріос Стайс знайшов Антикітерський механізм. Цей механізм тривалий час вважали найстарішим механічним годинником, але швидше за все він є найстарішим аналоговим калькулятором.
Затонулий корабель не досліджували відтоді до 1953 року, коли французький морський офіцер і дослідник Жак-Ів Кусто ненадовго відвідав це місце. Кусто повернувся з командою влітку та восени 1976 року на запрошення грецького уряду. Під керівництвом археолога доктора Лазароса Колонаса команда знайшла майже 300 артефактів, включаючи чотири дошки, керамічні глеки, бронзові та срібні монети, фрагменти бронзових і мармурових скульптур, бронзові статуетки, кілька золотих прикрас і людські рештки членів екіпажу та пасажирів.
У 2012 році морський археолог Брендан П. Фолі зі співдиректором проєкту, доктором Теотокісом Теодулу, розпочали обстеження корабля, користуючись ребризерами. Це дозволило на довший час зануритися на глибину 70 метрів. Команда задокументувала кілька поодиноких знахідок, склала план залишків корабля та виявила залишки іншого корабля за кілька сотень метрів на південь. У 2014 і 2015 роках відбувалося роботизоване картографування двох кораблів, були знайдені деталі оснащення, частини статуй, скляні чаші, недоторкані керамічні глеки та золоту каблучку, а також найдавніший «дельфін» — шипований якір, яким розбивали ворожі кораблі. 31 серпня 2016 року на затонулому кораблі був виявлений скелет людини віком 2000 років. Розкопки у вересні–жовтні 2017 року та в жовтні 2019 року відшукали бронзову руку від скульптури разом з іншими фрагментами бронзових і мармурових статуй. Органічні знахідки включали більше людських скелетних останків, а також велику частину шарнірної обшивки корпусу та каркасу корабля. Команда також виявила червоний мармуровий предмет, який може бути кришкою саркофага, і бронзовий диск із зображенням бика. В 2022 році з залишків корабля підняли голову статуї Геракла, решту частин якої видобули ще в 1900 році.

## Датування
Хоча предмети з корабля були підняті протягом двох років, датування виявилося складним і потребувало багато часу. Так, виходячи зі стилю інших подібних предметів, більшість бронзових статуй було датовано 4 століттям до н. е., а мармурових — 1 століттям до н. е.
Припускалося, що корабель вивозив з Афін частину викупу, який місто сплатило римському консулу Суллі 86 року до н. е. Це підтверджувалося згадкою Лукіана про те, що один з кораблів Сулли затонув неподалік. Багато керамічних виробів з корабля було датовано саме цим періодом (70-80-ті до н. е.). Однак стосунок корабля до Сулли було спростовано в 1970-х роках дослідженнями Жака Кусто та його колег, які знайшли пізніші монети, викарбувані між 76 і 67 роками до н. е. Попри це можливо, що затонуле вантажне судно прямувало до Риму чи іншої частини Італії з награбованими скарбами для підтримки чийогось тріумфального параду. Крім того, можливо, вантаж був зібраний на замовлення багатого римського покровителя.
Радіовуглецеве датування деревини корабля надало дату 220 рік до н. е. ± 43 роки. Однак можливо, що корабель було зроблено зі старої деревини чи збудовано набагато раніше, ніж сталася його аварія.
Пізніші дані, опубліковані 1974 року за аналізом написів на Антикітерському механізмі, визначили час виготовлення механізму як 87 рік до н. е., а момент втрати — на кілька років пізніше.

## Галерея

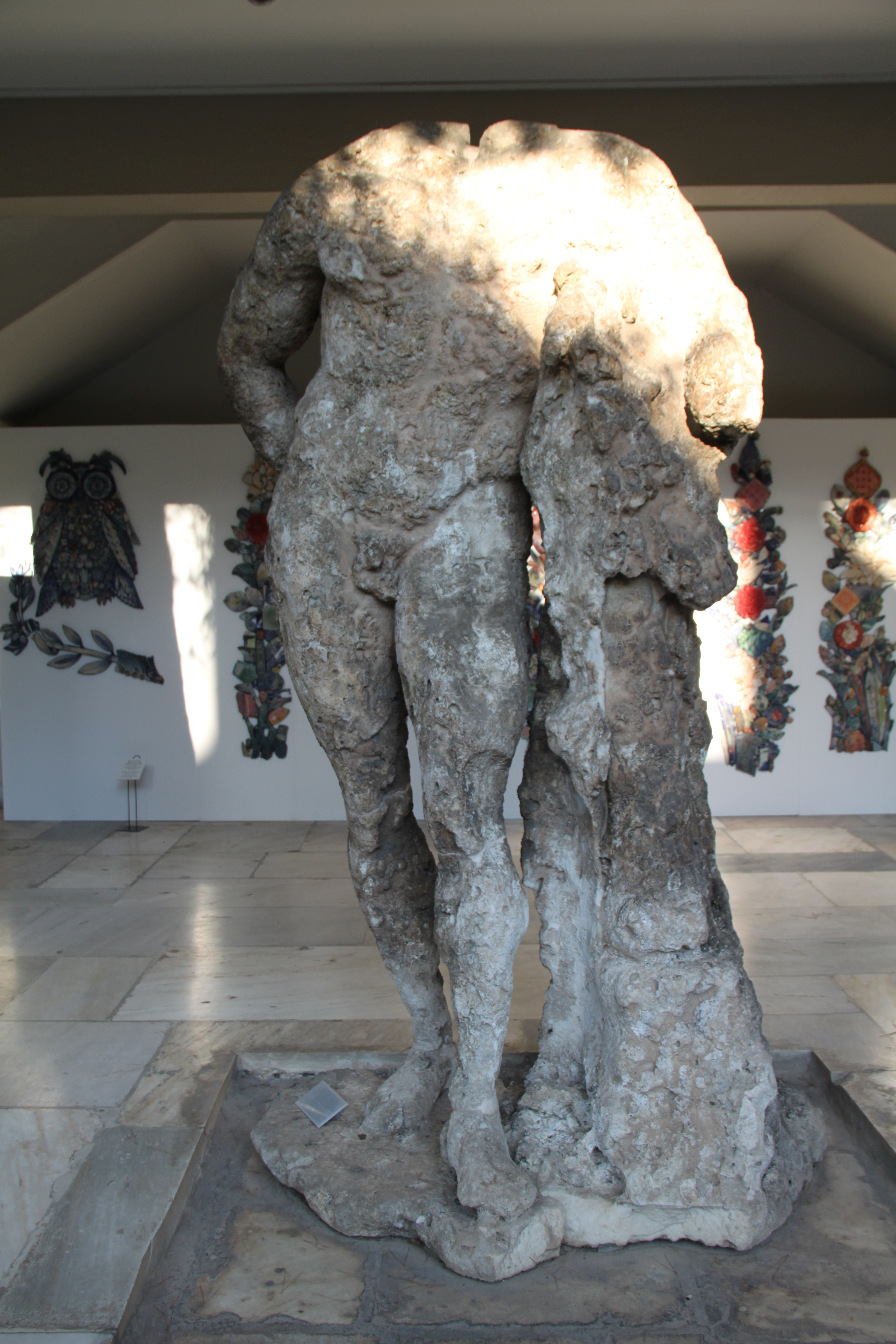
Мармурова статуя Геркулеса
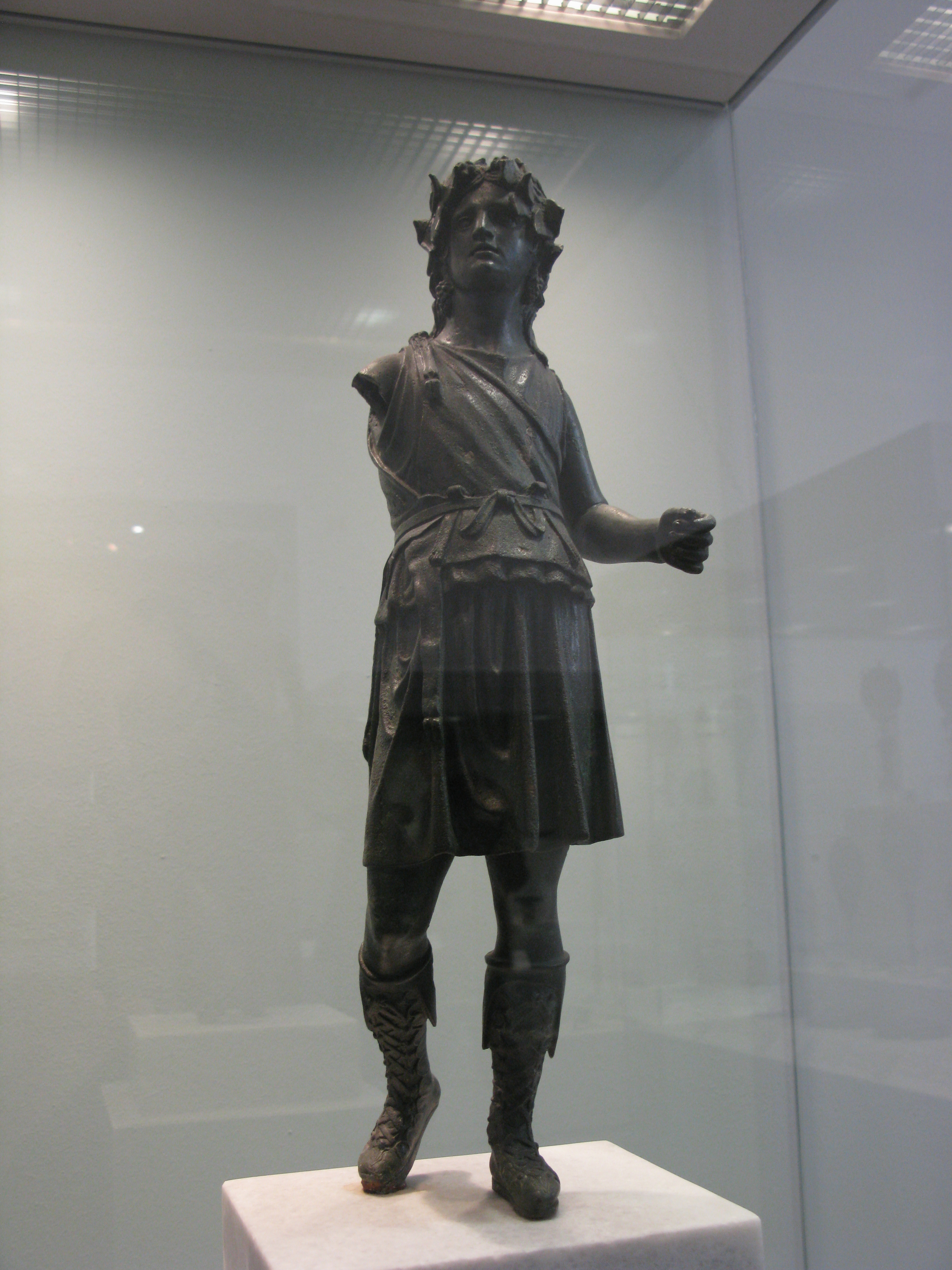
Бронзова статуя Діоніса
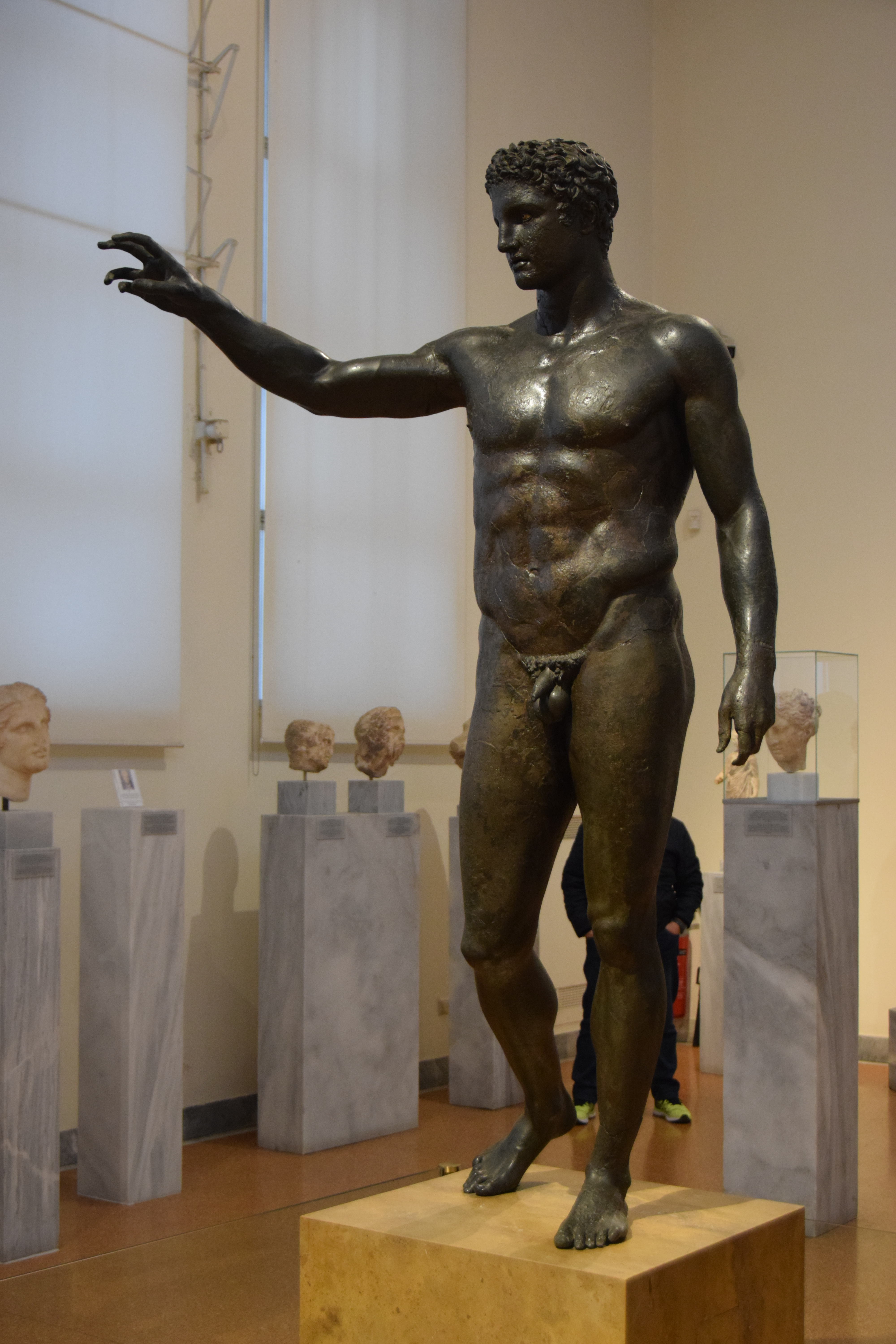
Антикітерський ефеб
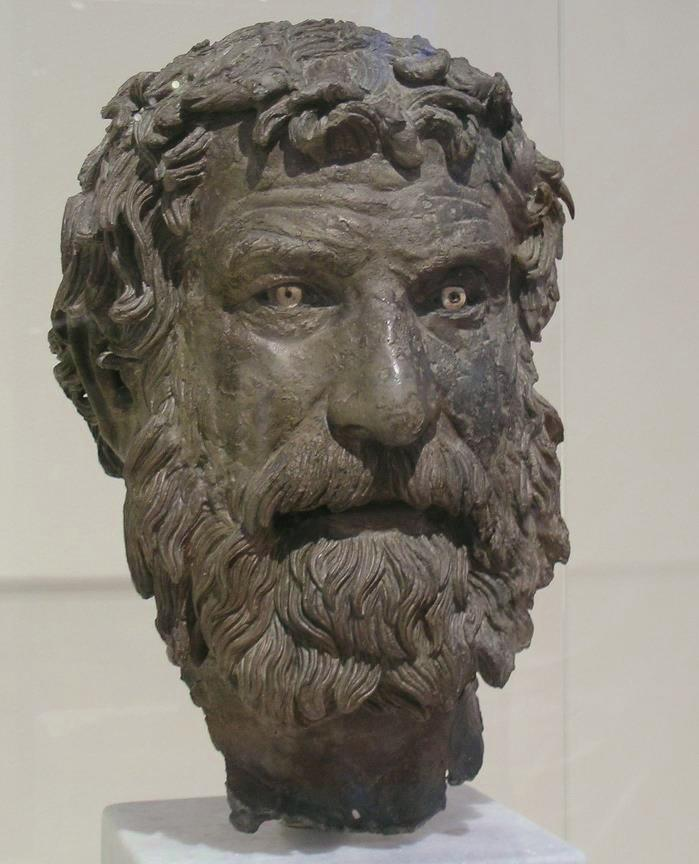
«Голова філософа»
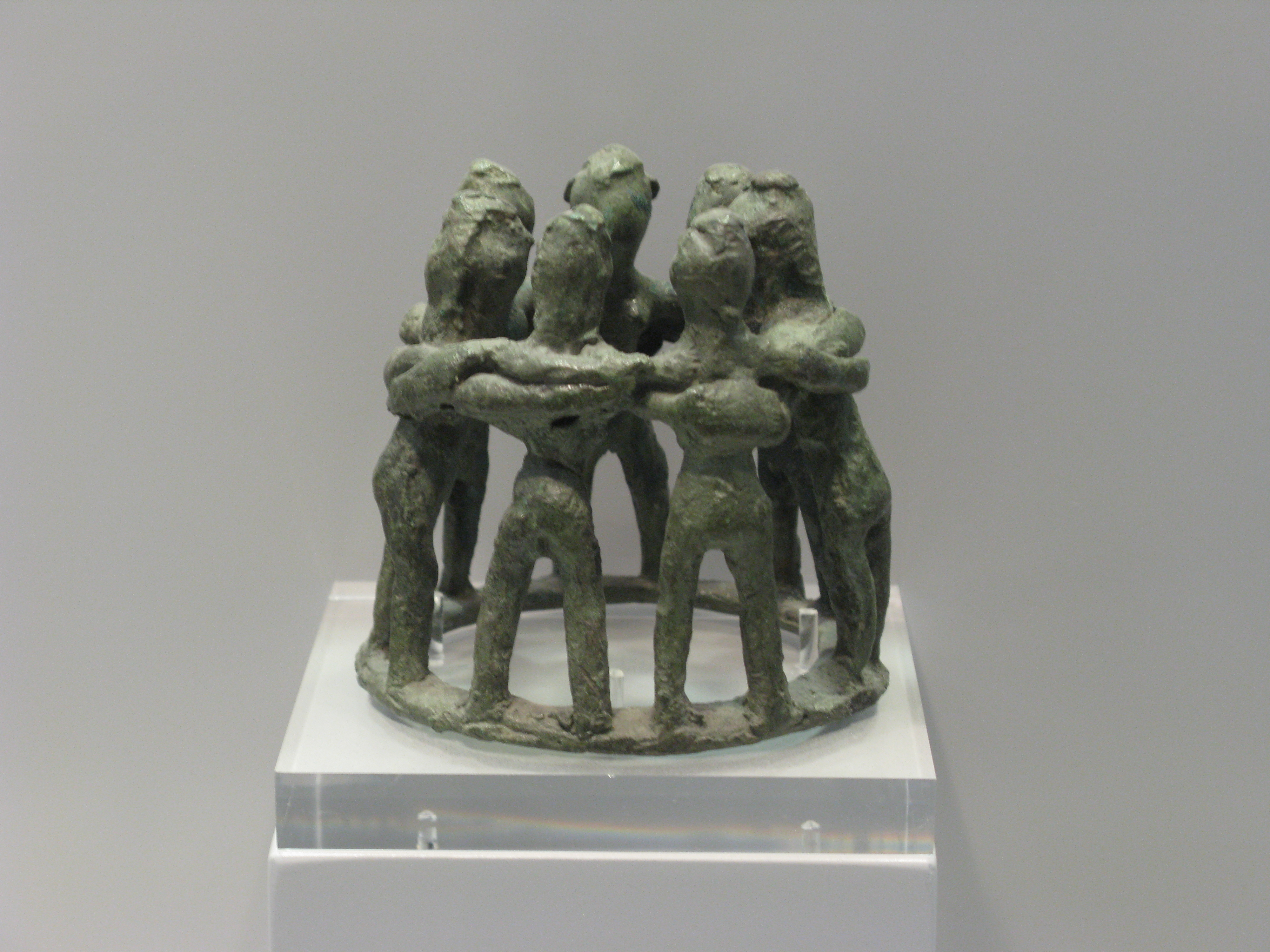
Фігурки танцюристів
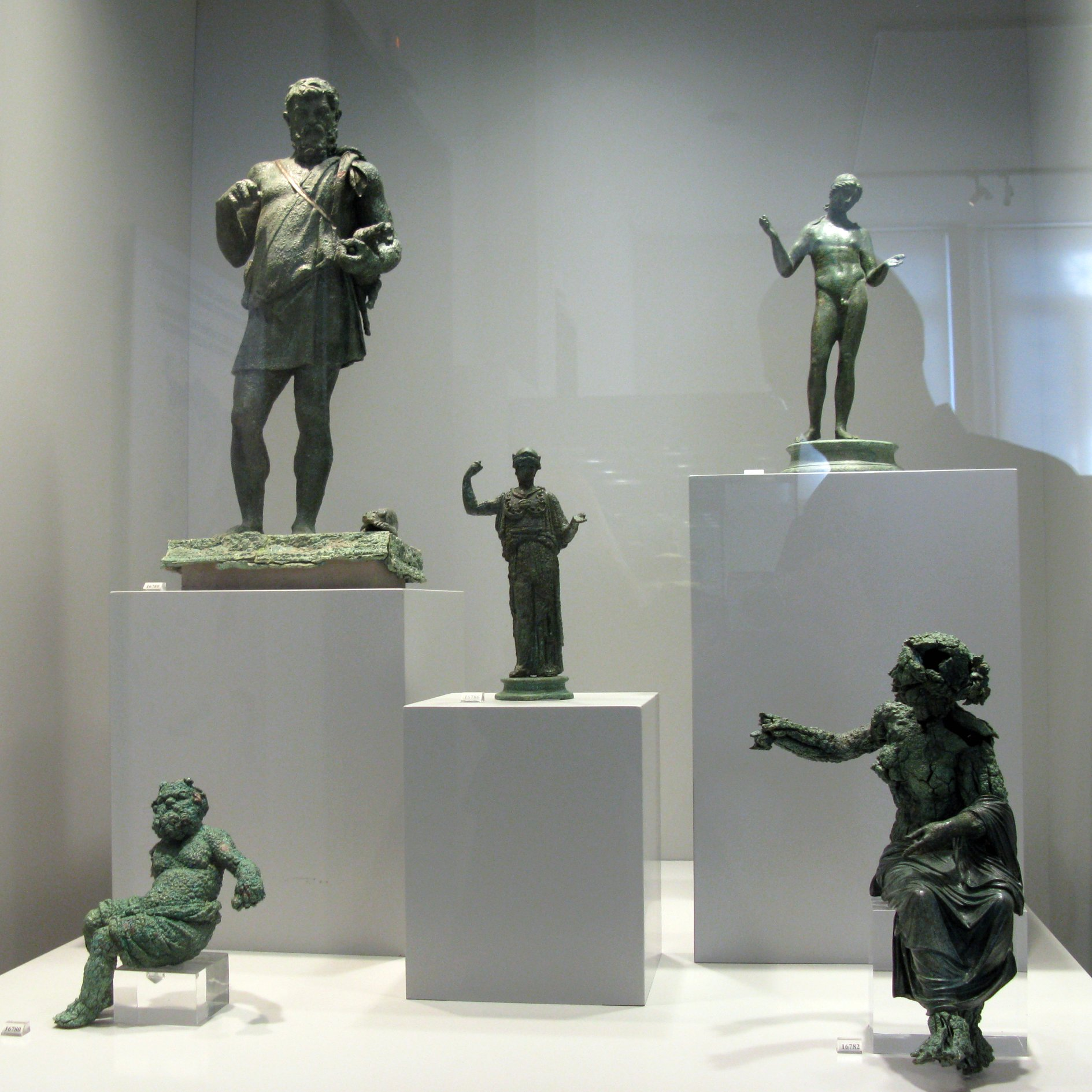
Бронзові статуетки
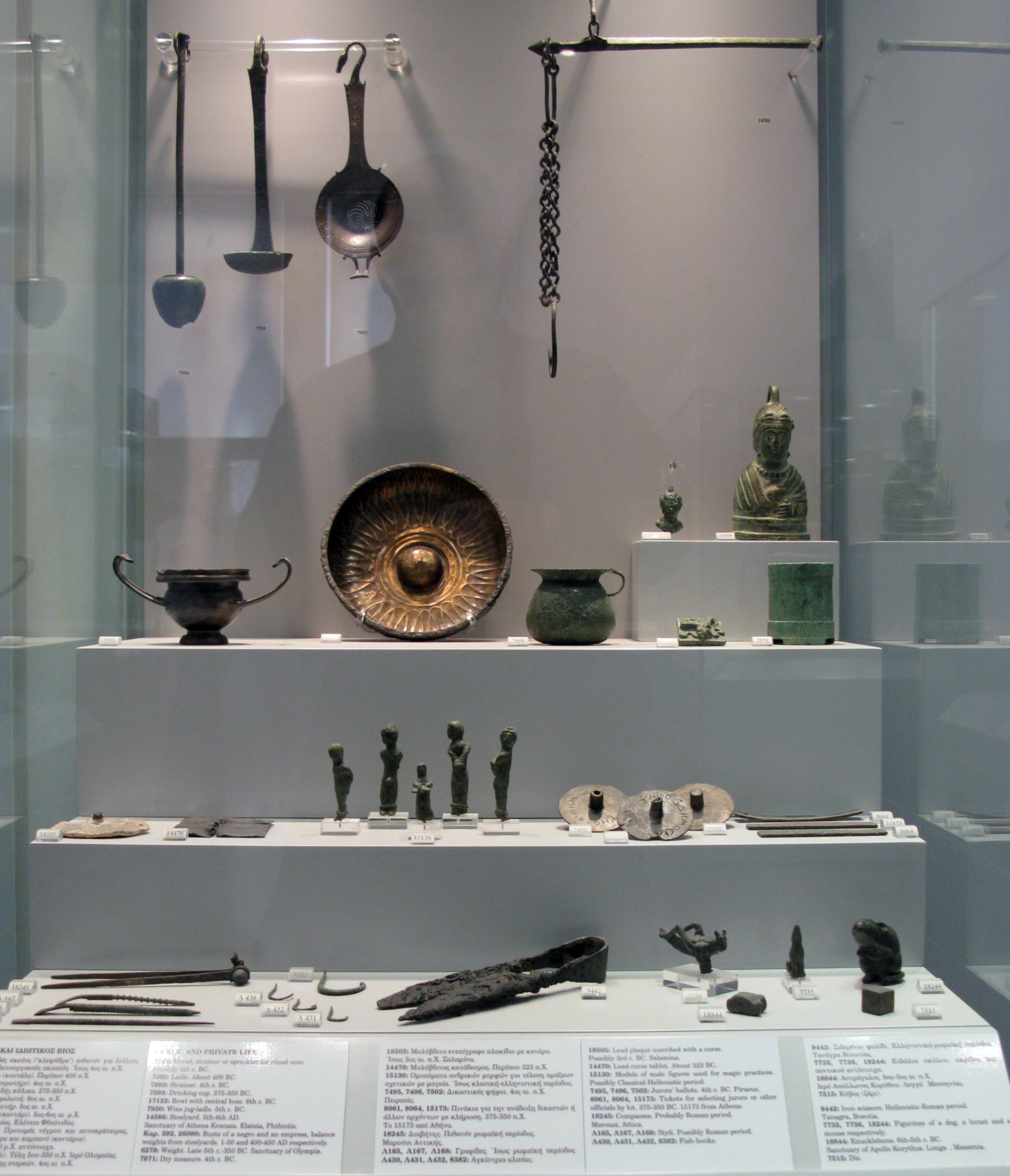
Ужиткові предмети
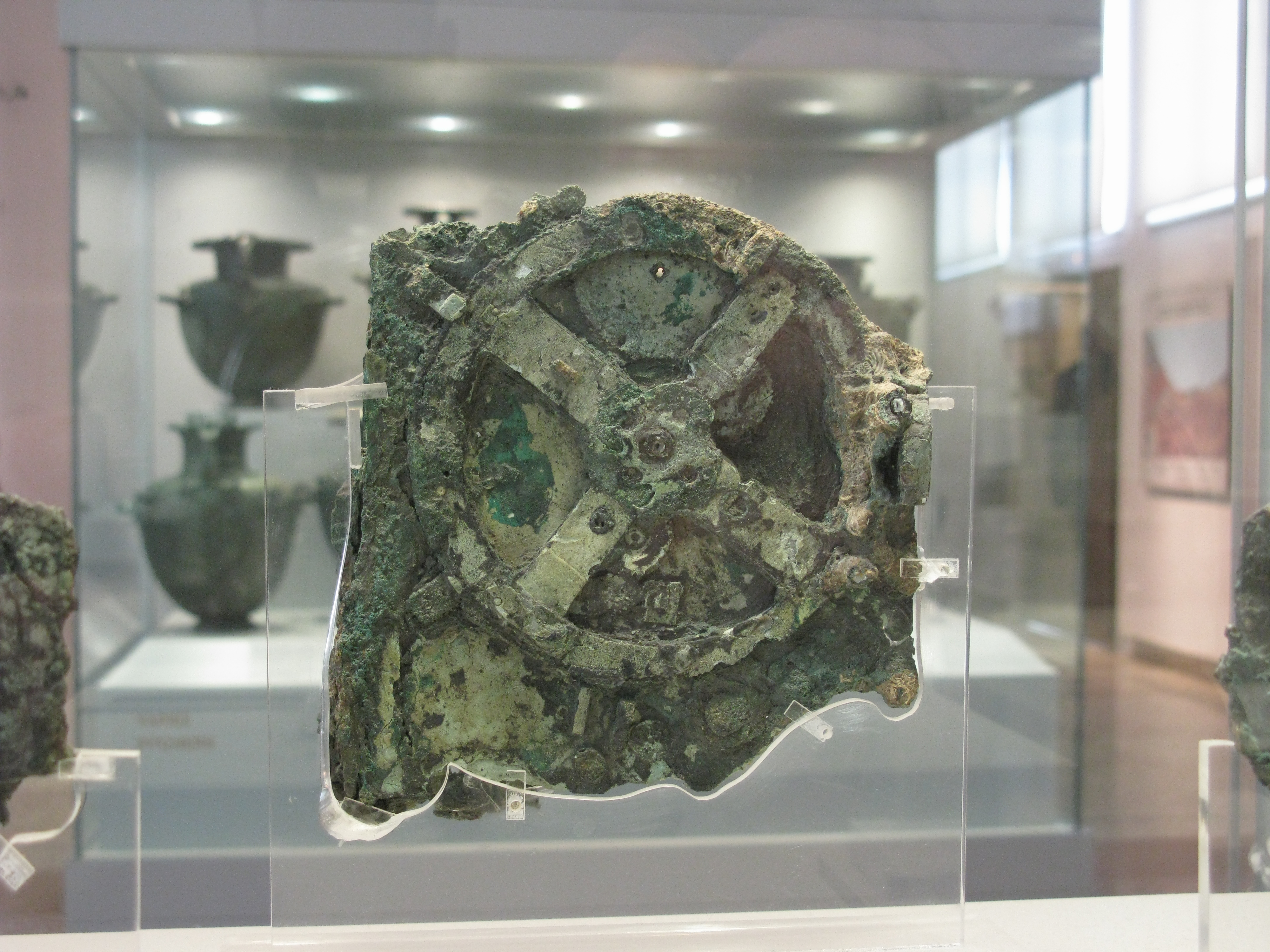
Частина механічного астрономічного калькулятора